# Jean-Albert Gauthier-Villars
Jean-Albert Gauthier-Villars, né le 31 mars 1828 à Lons-le-Saunier (Jura) et mort le 5 février 1898 à Paris, est un ingénieur et un éditeur français

## Parcours
Fils d'imprimeur, il passa avec succès les examens de l'école d'administration en 1848 puis suivit les cours de l'École polytechnique dont il sortit en 1850 avec le titre d'ingénieur des télégraphes. Il fit la campagne de Crimée, puis celle d'Italie et organisa le service télégraphique militaire.
En 1859, il gagna, à la bataille de Novare, la croix de la Légion d'honneur. Quelque temps plus tard, il quitta l'administration des télégraphes, acquit l'ancienne maison d'édition Mallet-Bachelier en 1864 et en fit la référence de l'édition d'ouvrages de mathématiques.
Président de la Chambre des imprimeurs typographes de 1869 à 1871, il fut l'un des fondateurs de la Société de secours mutuels de l'imprimerie typographique de Paris. Il fut également trésorier pendant 20 ans de la Société amicale des anciens élèves de l'École polytechnique.
Il fut nommé officier de la Légion d'honneur à la suite de l'exposition universelle de 1878.
Il est le père d'Henry Gauthier-Villars dit Willy (1859-1931), journaliste et romancier, et le grand-père de Paule Gauthier-Villars (1894-1968), professeur de médecine.

## Distinctions
- Officier de la Légion d'honneur (décret du 20 octobre 1878)[1]

## Publications
La maison d'édition Gauthier-Villars a édité entre autres publications :
- Les comptes-rendus de l'Académie des Sciences de Paris
- Les annales de l'Observatoire
- Le Bulletin des Sciences Mathématiques
- Les publications du Bureau des longitudes
- Les publications du Bureau central météorologique
- Les publications du Bureau international des poids et mesures
- Le Journal de l'École polytechnique
- Les œuvres complètes de
  - Augustin Louis Cauchy
  - Joseph-Louis Lagrange
  - Pierre-Simon de Laplace

et bien d'autres ouvrages scientifiques d'importance.